# Christmas Møllers Plads
Christmas Møllers Plads er en plads i København, der forbinder Vermlandsgade, Amagerbrogade, Amagerfælledvej og Ved Stadsgraven på Amager med Torvegade og Christianshavn. 
Pladsen er opkaldt efter den danske politiker John Christmas Møller (1894-1948).
Pladsen rummer blandtg andet karréen Vennelyst, opført 1939-1941 i funkisstil efter tegninger af Arthur Wittmaack og Vilhelm Hvalsøe.

## Historie
Christmas Møllers Plads ligger udenfor Christianshavns Vold tæt på den tidligere Amagerport, der gav Torvegade forbindelse gennem volden til den nuværende Amagerbrogade. I 1901'erne blev Amager Fælledvej forbundet med Amagerbrogade. På det tidspunkt var området stadig åbent land, da den lå indenfor den såkaldte demarkationslinje, der betød at der kun måtte opføres træbygninger i en vis afstand fra volden. Den begrænsning var blevet ophævet på Sjællandssiden i 1850'erne, men Christianshavns Vold fortsatte med at være militært område, og derfor forblev demarkationslinje i kraft. Enkelte bygninger blev det dog til, heriblandt Røde Mølle. I 1909 blev alle begrænsningerne ophævet, hvorefter byggeriet kunne gå i gang. Vermlandsgade blev anlagt i 1923, mens Ved Stadsgraven kom til i 1930'erne som en forbindelse til Amager Boulevard.
I 1942 anlagdes landets formentlig største rundkørsel på stedet. Rundkørslen var gennemskåret af sporvejsskinner. Efter at de sidste sporvogne forsvandt i 1972, blev rundkørslen fjernet og erstattet af nye vejbaner og trafiksignaler. I 1950 fik pladsen navnet Christmas Møllers Plads for at hædre den konservative politiker John Christmas Møller, der var aktiv i Modstandsbevægelsen under Besættelsen, og som senere fungerede som udenrigsminister.